# Champagne (Biel/Bienne)
Die Champagne ist ein Quartier der Stadt Biel/Bienne.

## Geographie
Die Champagne befindet sich in der Mitte des städtischen Siedlungsgebietes in der vom Fluss Schüss geschaffenen Ebene und ist somit weitgehend flach. Das Quartier wird im Südosten von der Schüss und im Südwesten von der Biel-Schüss begrenzt. Im Nordwesten endet das Quartier zu Beginn des ansteigenden Jurahangs, zumeist entlang der Reuchenettestrasse, und im Nordosten entlang des Grünwegs.
Das Quartier grenzt im Norden beginnend im Uhrzeigersinn an das Rebbergquartier, Bözingen, Mett, Madretsch Nord und Neustadt Süd.

## Wirtschaft

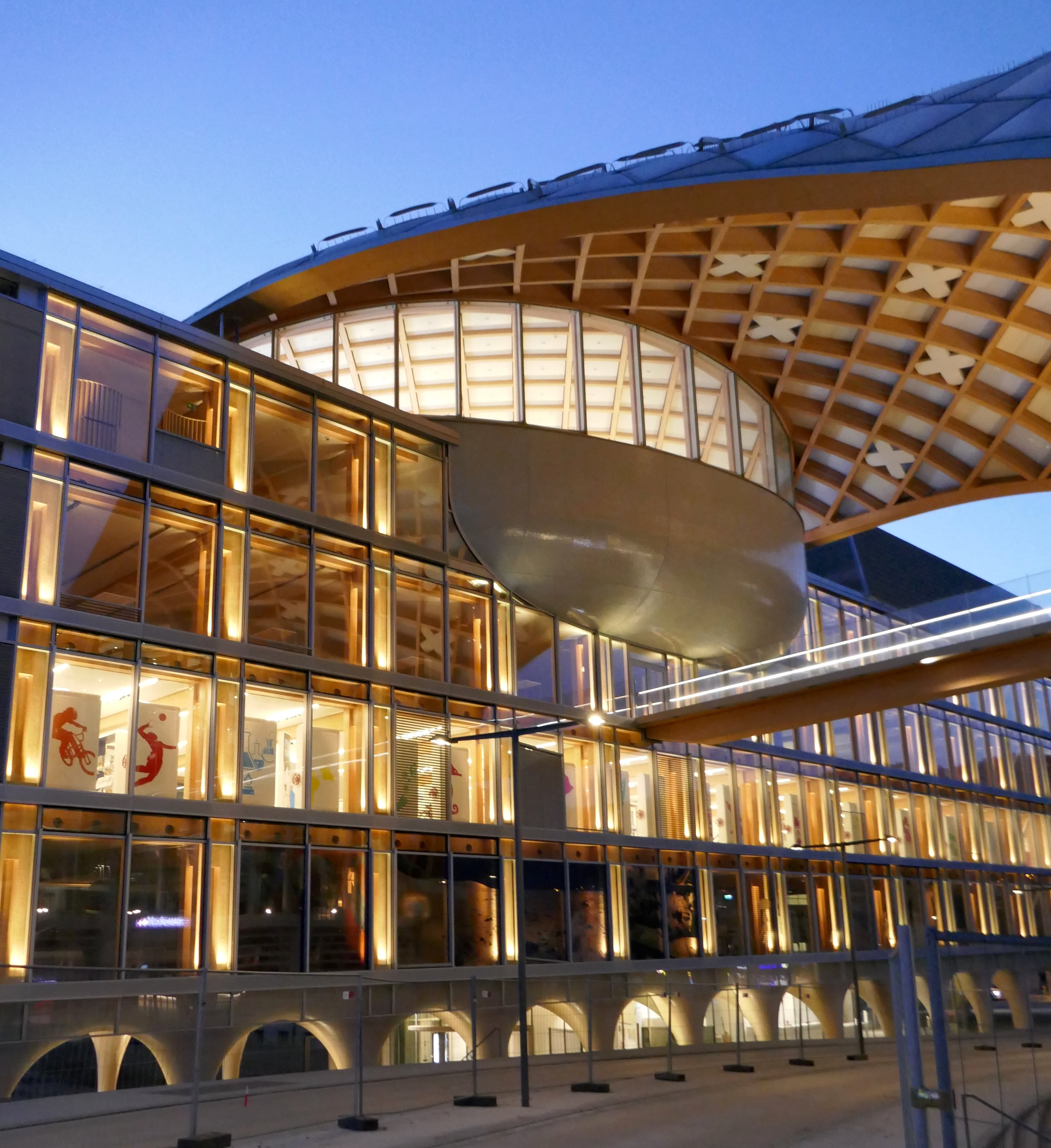
Swatch Omega Campus in Biel

In diesem Quartier befinden sich die Produktionsstätte und der Hauptsitz der Uhrenmarke Omega wie auch der Hauptsitz der Uhrenmarke Swatch. In den Jahren 2013 bis 2019 errichtete der Architekt und Pritzker-Preisträger Shigeru Ban den sogenannten Swatch Omega Campus (neue Hauptverwaltung der Swatch AG, Ausstellungs- und Konferenzgebäude Cité du Temps und neues Omega-Fertigungsgebäude).

## Infrastruktur

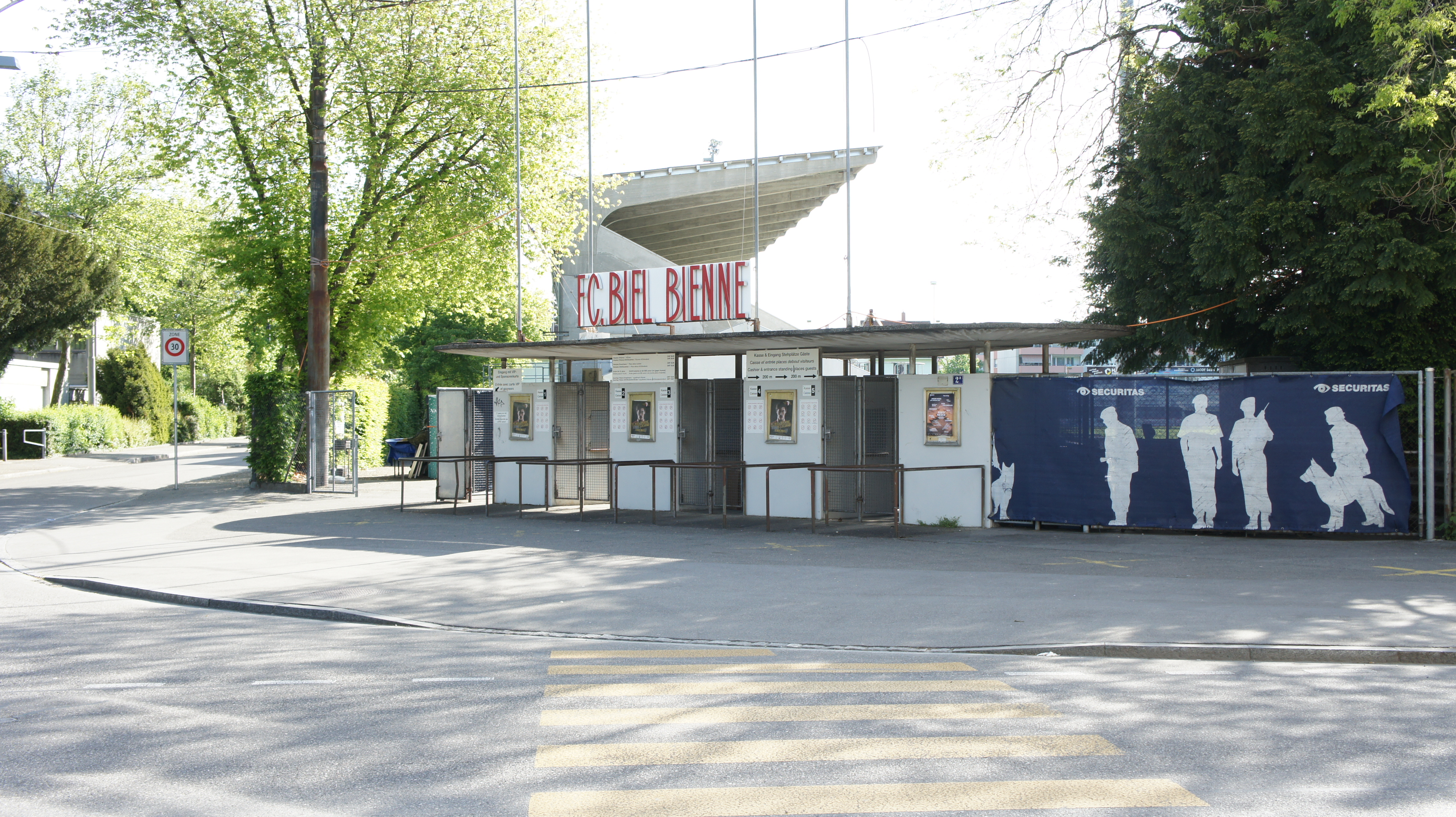
Das alte Fussballstadion Gurzelen

Seit 1913 befindet sich im Quartier Champagne das 15'000 Zuschauer fassende Fussballstadion Gurzelen. Es wird seit 2016 als temporärer Freiraum genutzt. Der Verein Terrain Gurzelen betreibt seit 2016 die Zwischennutzung. Seit Mitte 2015 spielt der FC Biel-Bienne nicht mehr im Stadion Gurzelen, sondern in der 2015 fertig gebauten Tissot Arena in Biel.

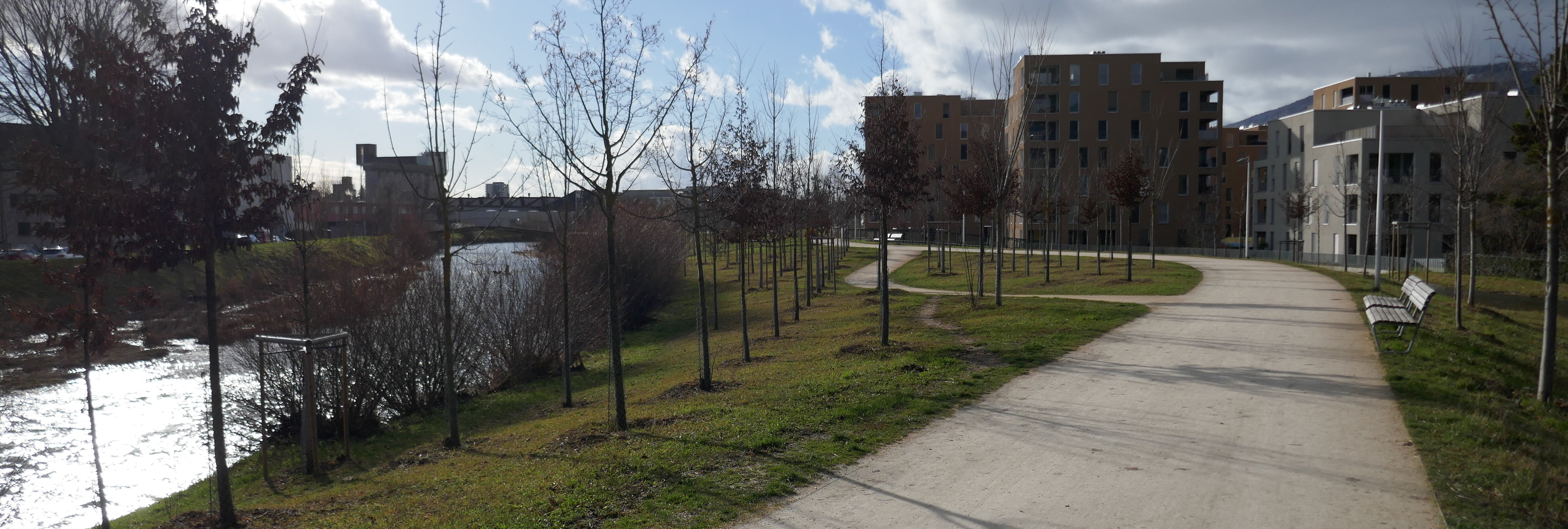
Schüssinsel-Park

2017 wurde an der Schüss der Natur- und Erholungsraum Schüssinsel eröffnet. Der Schüssinsel-Park ist rund 53'500 Quadratmeter gross und ein neuer städtischer Erholungsraum für das sich rasant entwickelnde Quartier.